# Pycreus aethiops
Pycreus aethiops là loài thực vật có hoa trong họ Cói. Loài này được (Welw. ex Ridl.) C.B.Clarke miêu tả khoa học đầu tiên năm 1894.